# Selim al-Hoss
Selim Ahmed Hoss, indicato come Selim al-Hoss (in arabo سليم أحمد الحص‎?; Beirut, 20 dicembre 1929 – Beirut, 25 agosto 2024), è stato un politico libanese.

## Biografia
Musulmano sunnita, nacque a Beirut il 20 dicembre 1929. Fu primo ministro del Libano in tre diversi periodi: dal dicembre 1976 al luglio 1980, dal giugno 1987 all'ottobre 1990 e dal dicembre 1998 all'ottobre 2000. Fu presidente del Libano ad interim dal 22 al 24 novembre 1989. 
Morì il 25 agosto 2024 all'età di 94 anni.